# Västra Ny socken
Västra Ny socken i Östergötland ingick i Aska härad (före 1937 även del i Sundbo härad), ingår sedan 1971 i Motala kommun och motsvarar från 2016 Västra Ny distrikt.
Socknens areal är 96,21 kvadratkilometer, varav 90,74 land. År 2000 fanns här 1 320 invånare. Tätorten  Nykyrka med sockenkyrkan Västra Ny kyrka ligger i denna socken. 

## Administrativ historik
Västra Ny socken har medeltida ursprung. Namnet på jordebokssocknen och kommunen var till 1893 Nykyrka socken och Nykyrka landskommun.
Fastigheten Stora Rökneö på 209 hektar låg före 1937 i Sundbo härad i Örebro län överfördes 1937 till Hammars socken.
Vid kommunreformen 1862 övergick socknens ansvar för de kyrkliga frågorna till Västra Ny församling och för de borgerliga frågorna till Västra Ny landskommun. Landskommunen inkorporerades 1952 i Godegårds landskommun och uppgick 1971 i Motala kommun.
1 januari 2016 inrättades distriktet Västra Ny, med samma omfattning som församlingen hade 1999/2000.  
Socknen har tillhört samma fögderier och domsagor som socknens härad.

## Geografi
Västra Ny socken norr om Motala vid Vättern som också omfattar några holmar i Vättern. Socknen är en sjörik kuperad skogsbygd.
Här ligger bland annat Medevi samt Verner von Heidenstams Övralid. Öster om Nykyrka ligger den gamla uppfostringsanstalten Bona. I norr gränsar socknen mot Hammars socken i Askersunds kommun i Örebro län och därmed mot Närke.

## Fornlämningar
Kända från socknen är fyra hällkistor från stenåldern samt på holmar i Vättern, fyra gravrösen från bronsåldern.

## Namnet
Namnet (1399 Nya, 1369 Nyakirkio) syftar på kyrkan. Det särskiljande Västra tillkom före 1800, dock var namnet på jordebokssocknen till 1893 Nykyrka.

## Personer från bygden
August Malmström, känd bl.a. för att ha målat Grindslanten var född i torpet Nubbekullen invid nuvarande riksväg 50 strax sydost om Medevi.
Författaren Eric Lundqvist född 1902 är född här.
Verner von Heidenstam hade på Övralid sin bostad.
Alexander Bard författare, debattör och musiker är född i Västra Ny socken.

### Fotnoter
1. 1 2  Svensk Uppslagsbok andra upplagan 1947–1955: Västra+Ny socken
2. 1 2  Harlén, Hans; Harlén Eivy (2003). Sverige från A till Ö: geografisk-historisk uppslagsbok. Stockholm: Kommentus. Libris 9337075. ISBN 91-7345-139-8
3. ↑  Ny&Typ=Alla&DatumFran=&DatumTill= Administrativ historik för Västra Ny socken (Klicka på församlingsposten). Källa: Nationella arkivdatabasen, Riksarkivet.
4. 1 2  Sjögren, Otto (1931). Sverige geografisk beskrivning del 2 Östergötlands, Jönköpings, Kronobergs, Kalmar och Gotlands län. Stockholm: Wahlström & Widstrand. Libris 9939
5. 1 2  Nationalencyklopedin
6. ↑  Fornlämningar, Statens historiska museum: Västra Ny socken
7. ↑  Fornminnesregistret, Riksantikvarieämbetet: Västra Ny socken Fornminnen i socknen erhålls på kartan genom att skriva in sockennamn (utan "socken") i "Ange geografiskt område"
8. ↑  Mats Wahlberg, red (2003). Svenskt ortnamnslexikon. Uppsala: Institutet för språk och folkminnen. Libris 8998039. ISBN 91-7229-020-X. https://isof.diva-portal.org/smash/get/diva2:1175717/FULLTEXT02.pdf